# Carlo Scarascia-Mugnozza
Carlo Scarascia-Mugnozza (Roma, Itàlia, 1920 - íd. 2004) fou un polític italià que va ser Vicepresident de la Comissió Europea entre 1973 i 1977.

## Biografia
Va néixer el 19 d'abril de 1920 a la ciutat de Roma. Va participar en la Segona Guerra Mundial, sent condecorat a la fi de la contesa amb la Medalla al Valor.
Entre 1982 i 1990 va ser president del Centre Internacional d'Alt aprenentatge Agrícola del Mediterrani, amb seu a París. Va morir el 13 de maig de 2004 a la seva residència de Roma.

## Activitat política
Membre de la Democràcia Cristiana (DC) des de 1945, l'any 1953 fou escollit diputat al Parlament d'Itàlia, sent reescollit en les eleccions de 1958, 1963 i 1968, i formant part del Govern de Amintore Fanfani com a sotsecretari d'Instrucció Pública entre 1962 i 1963
Entre 1961 i 1972 fou eurodiputat al Parlament Europeu, esdevenint l'any 1972 membre de la Comissió Mansholt i responsable de la cartera d'Agricultura. Posteriorment en la formació de la Comissió Ortoli fou nomenat Vicepresident i Comissari Europeu de Relacions amb el Parlament, Medi Ambient i Transport.